# Neu! (album)
Neu! (pisane też NEU!) – pierwszy album niemieckiej grupy krautrockowej Neu!, wydany w 1972 roku. Reedycja ukazała się w 2001 roku.
Na albumie występuje (w utworach "Hallogallo" i "Negativland") bardzo charakterystyczny dla grupy mechaniczny beat – tzw. motorik. Dodatkowo prosta okładka płyty jest przykładem pop-artu (kolejne dwa albumy posiadają bardzo podobną okładkę).
W Niemczech sprzedano około 30 000 kopii płyty. Płyta jest uznawana za najlepszą w dorobku grupy.

## Lista utworów
| 1. | "Hallogallo"    | 10:07 |
|    |                 |       |
| 2. | "Sonderangebot" | 4:51  |
|    |                 |       |
| 3. | "Weissensee"    | 6:46  |
|    |                 |       |
| 4. | "Im Glück"      | 6:52  |
|    |                 |       |
| 5. | "Negativland"   | 9:47  |
|    |                 |       |
| 6. | "Lieber Honig"  | 7:18  |
|    |                 |       |
|    |                 | 45:41 |
|    |                 |       |

## Personel
- Michael Rother – gitara, gitara basowa
- Klaus Dinger – banjo japońskie, perkusja, gitara
- Konrad "Conny" Plank – producent, inżynier